# 再努丁迈丁
再努丁·迈丁（1939年6月26日—2018年12月14日），马来西亚政治人物，曾任新闻部长，2004年至2008年担任吉打州㐷莫区国会议员。

## 政治生涯
再努丁曾于1983年至1992年担任《马来前锋报》总编辑。2004年中选为马莫区国会议员。之后在第五任首相阿都拉·巴达威任相期间于2006年至2008年出任新闻部长。
再努丁去世前的最后发言是在2018年10月，当时青年与体育部长赛沙迪赞美首相马哈迪·莫哈末凡事亲历亲为。再努丁也呼应了这种说法，他甚至出示了一张满是马哈迪亲笔字迹的手稿，并说明那是马哈迪于1999年担任第4任首相兼巫统主席时亲自拟定的国阵竞选宣言。

## 逝世
2018年12月14日，再努丁在沙登医院逝世，享年79岁。时任首相马哈迪·莫哈末于隔日抵达美拉华蒂花园的祈祷室瞻仰其遗容，并慰问了家属。

## 选举成绩
| 年份 | 选区               | 候选人 | 候选人             | 得票数 | 得票率 | 竞选对手 | 竞选对手               | 得票数 | 得票率 | 总票数 | 多数票 | 投票率 |
| ---- | ------------------ | ------ | ------------------ | ------ | ------ | -------- | ---------------------- | ------ | ------ | ------ | ------ | ------ |
| 2004 | 吉打 P014 㐷莫     |        | 再努丁迈丁（巫统） | 29,607 | 67.64% |          | 赛弗益占南利（公正党） | 14,162 | 32.36% | 44,981 | 15,445 | 77.66% |
| 2008 | 吉打 P015 双溪大年 |        | 再努丁迈丁（巫统） | 24,441 | 41.95% |          | 佐哈里阿都（公正党）   | 33,822 | 58.05% | 59,378 | 9,381  | 77.84% |